# CONTINUE? (アルバム)
『CONTINUE?』（コンティニュー）は、A.B.C-Zの7枚目のオリジナル・アルバム。2020年9月16日に発売された。発売元はポニーキャニオン。

## コンセプト
RPG（ロールプレイングゲーム）をテーマとしたアルバムになっている。先行シングル『チートタイム』で登場した8bitの世界観が本作にも繋がっている。
初回限定盤AのジャケットはRPGの世界をメンバーが体現したものになっており、後述の特設サイトでは実際にこのキャラクターを使って遊ぶことができる。各キャラクターのプロフィールは以下の通りである。
- シーハ - 橋本良亮：勇者[6]
- ツート - 戸塚祥太：ガンマン[6]
- キューン - 河合郁人：シーフ[6]
- チーゴー - 五関晃一：魔法使い[6]
- チャンツカ - 塚田僚一：格闘家[6]

本作を引っ提げてのコンサート『A.B.C-Z 1st Christmas Concert 2020 CONTINUE?』でもオープニングはRPG風の映像となっている。

## プロモーション
2020年8月19日、本作の発売に先駆けてPRG仕様のマップが表示されるティザーサイトが登場し、本作の発売日である9月16日に特設サイト「布教で攻略！A.B.C-Zダンジョン〜CONTINUE？登れエンターテイメン塔！〜」が正式オープンした。ダンジョンを攻略するためには敵キャラから課されるミッションをクリアしなければならない。最後のミッションは「対象ツイートの10万いいね」というSNSを巻き込んだ協力参加型のキャンペーンになっており、達成時にはTwitter日本トレンド3位と話題を呼んだ。

## 収録曲

### CD
※は通常盤のみ収録。シングル曲の詳細はそのページを参照。
1. Theme of CONTINUE?（Overture）
作曲・編曲：島翔太朗
2. GAME OVER!!!
作詞：宮田航輔 (nicoten)、作曲：Alyssa Ayaka Ichinose, Mike Macdermid, Seikoon, David Brant, Charlotte Churchman、編曲：CHOKKAKU、コーラスアレンジ：伊沢麻未
  - 本作のリードトラック[2]
3. チートタイム
作詞：坂室賢一、作曲・編曲：島崎貴光
  - 8thCDシングル
4. BAD GAME
作詞：Kanata Okajima、作曲：Didrik Thott, Ricky Hanley, TAKAROT、編曲：TAKAROT
5. I Do
作詞：HIKARI、作曲：SAMDELL, HIKARI、編曲：SAMDELL
6. Don't hurt me anymore※
作詞：Shogo、作曲：Shogo, 早川博隆, 加藤祐平、編曲：Atsushi Shimada
7. 涙雨
作詞：SHIROSE from WHITE JAM、作曲：Hwan Yang, SHIROSE from WHITE JAM、編曲：Hwan Yang
8. 空
作詞：草川瞬、作曲：草川瞬, 坂室賢一, 佐原康太、編曲：佐原康太, 川口進
9. Only One!
作詞：タナカヒロキ（LEGO BIG MORL）、作曲：川口進, Jimmy Claeson, 佐原康太、編曲：佐原康太, 川口進
  - メ〜テレ『デルサタ』テーマソング[2]
10. DAN DAN Dance!!
作詞：佐原康太、作曲：Fredrik "Figge" Bostrom（英語版）, 川口進、編曲：生田真心
  - 7thCDシングル
11. GET DOWN BABY※
作詞：Komei Kobayashi、作曲：Albin Nordqvist, 坂室賢一、編曲：Albin Nordqvist
12. Mr.DAZZLING
作詞：MiNE、作曲：川口進, MiNE, 佐原康太、編曲：佐原康太, 川口進
13. Oh! Teacher
作詞・作曲：星部ショウ、編曲：CHOKKAKU
14. チューインラブ
作詞：宮田航輔(nicoten)、作曲： Victor Sagfors, Henri Vuortenvirta, Otto Palmborg, Johan Nybaeck、編曲：石塚知生
15. さぁ生きまくれ! wonderful life!
作詞：上中丈弥(THE イナズマ戦隊)、作曲：藤田卓也, Jack Max, KAO、編曲：立山秋航
16. ささいなことが
作詞：伊沢麻未、作曲：SiZK, Stephen McNair、編曲：SiZK

### DVD

#### 初回限定盤A
1. 「GAME OVER!!!」Music Clip
2. Making of「GAME OVER!!!」Music Clip
3. Making of Jacket Shooting
4. 「チートタイム」Choreography Video

#### 初回限定盤B
1. RPGバラエティ企画 ロールプレイングを体験してみよう! 〜最強のパーティーを組めるか!?〜
2. 帰ってきたダンシング五関先生 〜令和初のスペシャルレッスン〜

## 特典
3形態同時予約購入特典
- CONTINUE？スペシャル・アクリルキーホルダー

封入特典
- コンテニューメン・シールA (5枚セット)（初回限定盤A）
- コンテニューメン・シールB (5枚セット)（初回限定盤B）
- コンテニューメン・シールC (5枚セット)（通常盤）
- 「CONTINUE?」プレゼントキャンペーンカード（初回限定盤A、初回限定盤B、通常盤）

初回プレス仕様
- ピクチャーレーベル（通常盤）